# Gründelowie

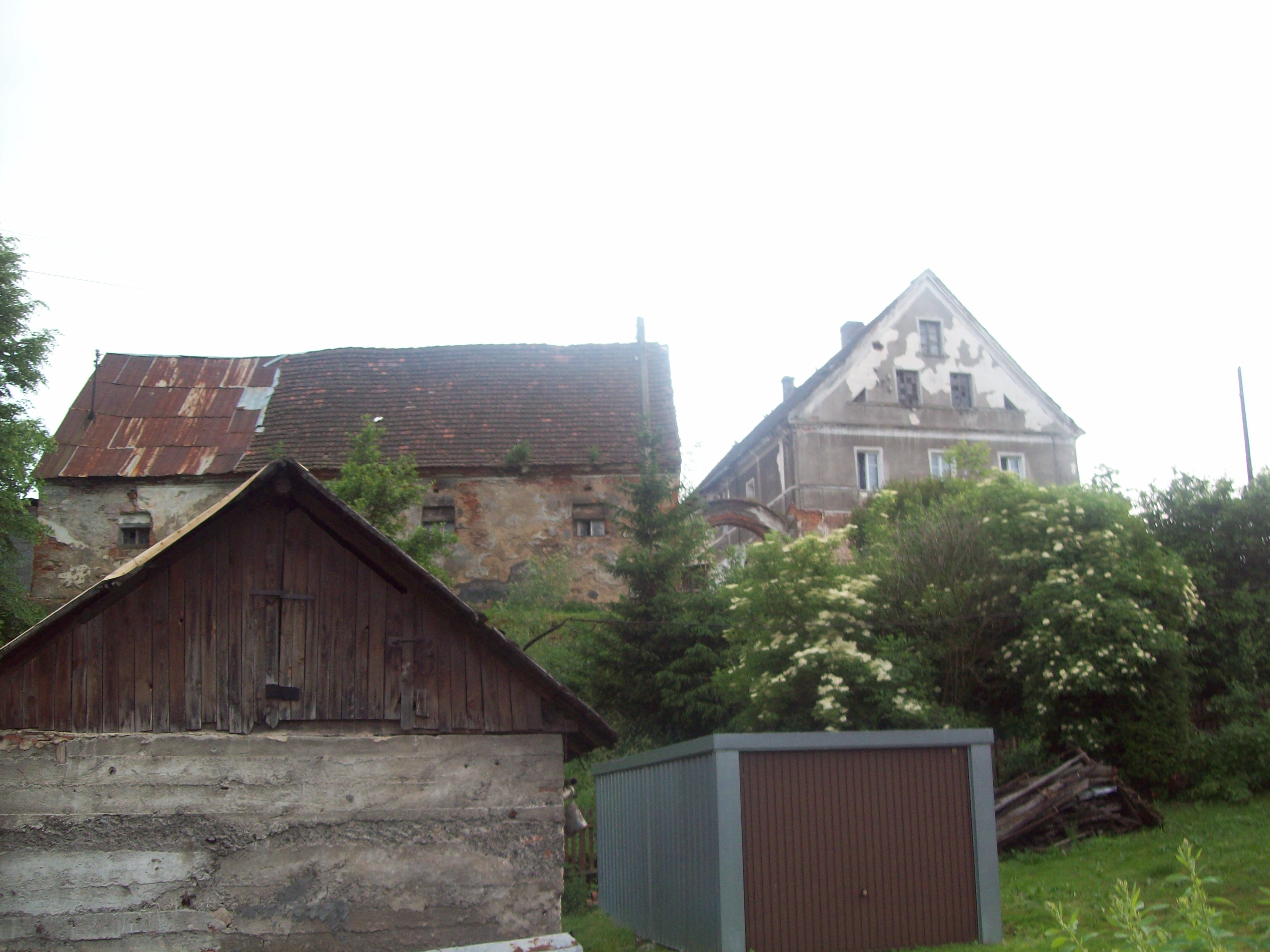
Gospodarstwo należące do Franza Gründela w Górnych Ołdrzychowicach, stan obecny

Gründelowie – zamożna katolicka rodzina kmieca pochodzenia niemieckiego zamieszkująca ziemię kłodzką od pierwszej połowy XVII wieku do połowy XX wieku. Głównymi siedziba rodu były: Jaszkowa Dolna oraz Ołdrzychowice Kłodzkie.

## Historia

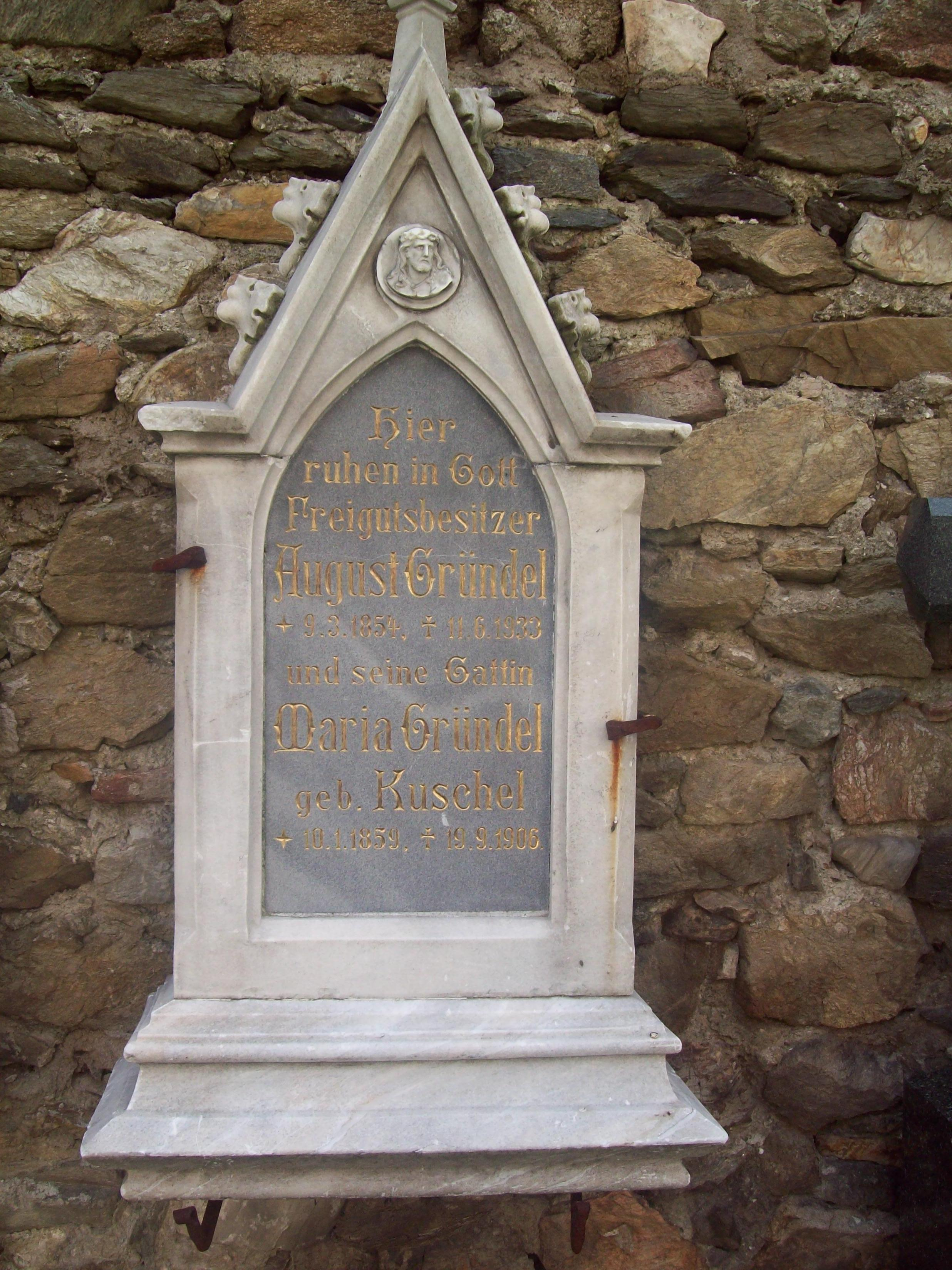
Epitafium nagrobne Augusta Gründela i jego żony Marii(1854-1933) na starym cmentarzu w Ołdrzychowicach Kłodzkich

Gründelowie przybyli do hrabstwa kłodzkiego z Niemiec w czasie wojny trzydziestoletniej w 1637 roku, co związane było z akcją rekatolicyzacyjną tych ziem prowadzonych przez Habsburgów. Osiedlili się w Jaszkowej Dolnej. Założycielem kłodzkiej linii rodu był Paul Gründel II. W ciągu dalszych stuleci majątek rodzinny uległ zwiększeniu. Jednym z najwybitniejszych przedstawicieli rodziny był Franz Gründel (1817-1881), któremu udało się nabyć także inne gospodarstwa na obszarze Kłodzczyzny. W 1839 roku kupił on posiadłość chłopską w Starej Bystrzycy (Altweistritz), którą następnie sprzedał pięć lat później. W 1849 roku przejął on kolejne gospodarstwo tym razem od swojego szwagra Ernsta Kriestena w Górnych Ołdrzychowicach (Oberullersdorf), a tym samym przeniósł do tej miejscowości główną siedzibę rodową z Jaszkowej Dolnej. W 1864 roku poszerzył swój stan posiadania, nabywając wolne gospodarstwo kmiece (Freibauergute) w Ołdrzychowicach Środkowych, kupując je od Benjamina Heimanna, w rękach którego rodziny te znajdowało się od 1594 roku.
W drugiej połowie XIX wieku ołdrzychowicki ród Gründelów uległ podziałowi na dwie linie: starszą założoną przez Frana (ur. 1841) i młodszą, której protoplastą był August (ur. 1854). Na mocy podziału dóbr z 1881 roku młodsza linia objęła w posiadanie wolne gospodarstwo kmiece, zaś starsza gospodarstwo w Górnych Ołdrzychowicach. Po zakończeniu II wojny światowej ziemia kłodzka znalazła się w granicach państwa polskiego, a Gründelowie zostali zmuszeni do opuszczenia swoich posiadłości, co było związane z postanowieniami konferencji poczdamskiej. Ostatecznie w 1946 roku osiedlili się na terytorium Nadrenii Północnej-Westfalii w Niemczech Zachodnich, gdzie osiadła większość byłych niemieckich mieszkańców Kłodzczyzny.

## Wybitni przedstawiciele
Do najwybitniejszych przedstawicieli rodu zaliczyć należy dwóch jego przedstawicieli:
- Aloisa Gründela (1856-1908), proboszcza Lądka-Zdroju od 1894 roku,
- Johannesa Gründela (ur. 1929), profesora teologii na Uniwersytecie Monachijskim.

## Genealogia[4]
- Franz Gründel (1817-1881), posiadacz gospodarstwa w Ołdrzychowicach Górnych i wolnego gospodarstwa kmiecego w Ołdrzychowicach Środkowych, żonaty z Franziską Kriesten, z którą miał trzech synów:
  - Franz Gründel II (1841-1916?), przejął w posiadanie od ojca gospodarstwo w Ołdrzychowicach Górnych w 1865 roku, pojął za żonę Annę Klapper, a po jej śmierci Augustę Beck. Miał pięcioro dzieci:
    - Hedwiga (1870-?)
    - Paul (1872-?)
    - Klara (1877-?)
    - Elisabeth (1877-?)
    - Franz Gründel III (1881-po 1946), gospodarzył w Górnych Ołdrzychowicach do 1945 roku, wysiedlony, ożenił się w 1918 roku z Marią Schidt, z którą doczekał się trojga dzieci:
      - Walter (1919-1919)
      - Johanna (ur. 1921)
      - Marga (ur. 1922)

  - August Gründel (1854-1933), objął w posiadanie po śmierci ojca wolne gospodarstwo kmiece, ożenił się na przełomie 1880/1881 z Marią Kuschel, z którą miał dziewięcioro dzieci:
    -  Emma (1881-?)
    - Klara (1883-?)
    - Hedwig (1886-?)
    - Maria (1895-?)
    - Paul Gründel (1892- po 1946), w 1933 roku został ostatnim właścicielem wolnego gospodarstwa kmiecego, pojął za żonę w 1924 roku Annę Klein, z którą miał czworo dzieci:
      - Maria (ur. 1924)
      - Caecilia (ur. 1927)
      - Johannes Gründel (ur. 1929), profesor teologii
      - Ansgar (ur. 1932)

    - Rosa (1893-?)
    - Martha (1895-?)
    - Caecilia (1896-?)
    - Aloisia (1900-?)

  - Alois Gründel (1856-1908), przyjął w 1884 roku święcenia kapłańskie, proboszcz lądecki od 1894 roku.